# Heavy Is the Crown
Heavy Is the Crown (englisch für Schwer ist die Krone) ist ein Lied der US-amerikanischen Alternative-Rock-Band Linkin Park, das im September 2024 als zweite Singleauskopplung des achten Studioalbums From Zero erschienen ist.

## Entstehung und Veröffentlichung
Geschrieben wurde das Lied gemeinsam von den Linkin-Park-Mitgliedern Emily Armstrong, Colin Brittain, Brad Delson, Dave Farrell, Joe Hahn und Mike Shinoda, mit der Unterstützung des Musikproduzenten Mike Elizondo. Shinoda zeichnete zudem auch für die Produktion verantwortlich.
Die Erstveröffentlichung von Heavy Is the Crown erfolgte als Single am 24. September 2024 bei Warner Music. Diese erschien als digitaler Einzeltrack zum Download und Streaming (Katalognummer: 0054391252388). Am 15. November 2024 erschien das Lied als Teil von Linkin Parks achten Studioalbum From Zero (Katalognummer: 009362483984), dessen zweite Singleauskopplung es ist.
Die Livepremiere zu Heavy Is the Crown erfolgte bereits zwei Tage zuvor bei einem Konzert in Hamburg, im Rahmen der From Zero World Tour.  Darüber hinaus ist es das offizielle Titellied der League of Legends World Championship 2024.

## Musik und Inhalt
Heavy Is the Crown enthält im Gegensatz zur wenige Wochen zuvor veröffentlichten Single The Emptiness Machine Rapeinlagen von Shinoda. Im Lied kommt in der Studioversion ein 15-sekündiger Scream vor, bei der Livepremiere war dieser wenige Sekunden kürzer.
Der Text thematisiert die Schwere der Last von Verantwortung („Heavy is the Crown“). Die Stimmung des Textes ist, wie üblich für Linkin Park, eher düster, behandelt werden unter anderem Sinnlosigkeit und Hoffnungslosigkeit („You Can’t Win“). Mehrere Interpretationen beziehen die „schwere Krone“ auf die Sängerin Emily Armstrong und ihre Verantwortung als Nachfolgerin des verstorbenen Chester Bennington.

## Rezensionen
Das Rolling Stone beschrieb Heavy Is the Crown als „gewohnt emo-mäßig“.

## Kommerzieller Erfolg

### Chartplatzierungen
Heavy Is the Crown stieg am 25. September 2024 auf Platz 25 in die deutschen Singlecharts ein und erreichte zwischenzeitlich Platz vier. In der Chartwoche vom 22. November 2024 platzierte es sich gemeinsam mit The Emptiness Machine und Two Faced in den deutschen Top 10, damit platzierte erstmals seit den Beatles im April 1964 wieder eine Band drei Titel gleichzeitig in den deutschen Top 10, zwischenzeitlich gelang dies nur Solokünstlern oder Duetten, zuletzt Apache 207 im Juni 2023. In der Schweiz debütierte das Lied am 29. September auf Platz 63 und erreichte als Höchstpunkt Platz drei, in Österreich wurde Platz zwei erzielt.
| ChartsChartplatzierungen            | Höchstplatzierung | Wochen |
| ----------------------------------- | ----------------- | ------ |
| Deutschland (GfK)                   | 3 (22 Wo.)        | 22     |
| Österreich (Ö3)                     | 2 (21 Wo.)        | 21     |
| Schweiz (IFPI)                      | 3 (16 Wo.)        | 16     |
| Vereinigte Staaten (Billboard)      | 79 (1 Wo.)        | 1      |
| Vereinigte Staaten (Billboard Rock) | 12 (5 Wo.)        | 5      |
| Vereinigtes Königreich (OCC)        | 18 (11 Wo.)       | 11     |

| ChartsJahrescharts (2024) | Platzierung |
| ------------------------- | ----------- |
| Deutschland (GfK)         | 80          |
| Österreich (Ö3)           | 59          |
| Schweiz (IFPI)            | 100         |

### Auszeichnungen für Musikverkäufe
| Land/Region                  | Auszeichnungen für Musikverkäufe (Land/Region, Auszeichnung, Verkäufe) | Verkäufe |
| ---------------------------- | ---------------------------------------------------------------------- | -------- |
| Australien (ARIA)            | Gold                                                                   | 35.000   |
| Frankreich (SNEP)            | Gold                                                                   | 100.000  |
| Kanada (MC)                  | Gold                                                                   | 40.000   |
| Österreich (IFPI)            | Gold                                                                   | 15.000   |
| Polen (ZPAV)                 | Gold                                                                   | 25.000   |
| Portugal (AFP)               | Gold                                                                   | 5.000    |
| Schweiz (IFPI)               | Gold                                                                   | 15.000   |
| Vereinigtes Königreich (BPI) | Silber                                                                 | 200.000  |
| Insgesamt                    | 1× Silber · 7× Gold ·                                                  | 435.000  |

Hauptartikel: Linkin Park/Auszeichnungen für Musikverkäufe